# Giffone
Giffone és un municipi italià, dins de la Ciutat metropolitana de Reggio de Calàbria, a la regió de Calàbria. L'any 2007 tenia 2.044 habitants. Limita amb els municipis d'Anoia, Cinquefrondi, Galatro, Mammola i Maropati.